# The Dude
The Dude ist eine aus Rennes in Frankreich stammende Band, die im Jahr 2000 gegründet wurde.
Die Gruppe besteht aus den Mitgliedern Alexandre Sangan (Gitarre, Gesang), Olivier Guimbail (Gitarre), Gilles Morillon (Schlagzeug) und Laureline Prud'homme (Gesang, Bass).
Die Musik hat starke anglo-amerikanische Einflüsse und wird als Mischung aus Rock, Pop, Punk, Garagenrock und Folk angegeben.

## Diskografie
- Devoted to Pleasure (November 2006)
- Specially for You (Juni 2004)